# Valeria Răcilă
Valeria Răcilă-Roşca, romunska veslačica, * 2. junij 1957.
Valeria je za Romunijo nastopila na dvojih Poletnih olimpijskih igrah; leta 1980 v Moskvi in leta 1984 v Los Angelesu. V Moskvi je veslala v dvojnem dvojcu, ki je osvojil bronasto medaljo, v Los Angelesu pa je v enojcu postala olimpijska prvakinja.